# Selenaria punctata
Selenaria punctata is een mosdiertjessoort uit de familie van de Selenariidae. De wetenschappelijke naam van de soort is voor het eerst geldig gepubliceerd in 1880 door Tenison Woods.